# Домущу, Ольга Семёновна
Ольга Семёновна Домущу (25 марта 1959, Комрат, Молдавская ССР — 15 марта 2007, Санкт-Петербург) — советская и российская актриса и певица, солистка группы «Джонатан Ливингстон», артистка театра «Буфф».

## Биография
Родилась 25 марта 1959 года в городе Комрат, Молдавской ССР в небогатой гагаузской семье. Её отец, Семён Иванович Домущу, одно время жил в Грузии, знал грузинский язык. Вернувшись в Молдавию, он поселился в небольшом городе Комрат, где и основал большую, дружную семью, работал столяром и плотником, занимался пчеловодством и содержал довольно обширную пасеку. Мать, Галина (Ганна) Николаевна Домущу, происходила из украинской семьи священника — её девичья фамилия Устименко — работала швеёй в Доме быта и с детства научила Ольгу шить и придумывать наряды. Семья владела небольшим частным домом с огородом на улице Победы. Ольга была старшим ребёнком, потом родилась Анна, затем — Надежда, и последней родилась Любовь.
После школы, в августе 1976 года переехала в Ленинград, поступила в профессиональное реставрационно-строительное училище № 61. Следует заметить, что несколько позже, в это же училище поступил и Виктор Цой.
С мая 1980 года стала петь в группе Игоря Голубева «Джонатан Ливингстон». Андрей Бурлака описывал её как «обладательницу интересного голоса с фолковыми интонациями и джазовой техникой». Вскоре после открытия в 1981 году Ленинградского рок-клуба вступает в него в составе группы. Вместе с группой участвовала в первом (1983) и втором (1984) фестивалях «Рок-клуба», причём в первом была отмечена «за артистизм и вокальное мастерство».
В 1982 году параллельно с концертами поступила в Ленинградский институт театра, музыки и кинематографа, класс профессора Исаака Романовича Штокбанта, который и закончила в 1988 году.
В июне 1985 года покинула группу «Джонатан Ливингстон». В том же году Валерий Кирилов, ставший барабанщиком группы «Зоопарк», предложил включить в группу Ольгу, но Майк Науменко отказался.
В 1986 году представляла Ленинград на Первом всесоюзном телевизионном конкурсе молодых исполнителей советской эстрадной песни в Юрмале.
В 1988 году после окончания института была зачислена в труппу театра «Буфф».
Во второй половине 1980-х сотрудничала с композитором Олегом Кваша.
1989 году вместе с актёрами Пицхелаури, Каревым и Шумейко работала в шоу-труппе «Бис», которая входила в театр-студию Михаила Боярского «Бенефис».
В конце 80-х работала в дуэте с композитором Игорем Корнелюком, с которым снимается в фильме «Музыкальные игры» режиссёра Виталия Аксёнова (по сценарию Сергея Курёхина).
В 1991 году уезжает на длительную работу за границу.
В 1995 году, после возвращения была вновь зачислена в труппу театра «Буфф».
В 2005 году журнал «Славянка» написал о ней: «Сегодня Ольга Домущу находится в творческом расцвете, и хочется пожелать ей интересных и неожиданных ролей, так как потенциал актрисы далеко не исчерпан»
Ушла из жизни 15 марта 2007 года в своей квартире в доме 39 по улице Розенштейна после выписки из больницы. Похоронена 22 марта 2007 года на Овцинском кладбище.
В апреле 2019 года телерадиокомпания «GRT» в рамках серии «Люди и судьбы» выпустила фильм о жизни Ольги Домущу.

## Личная жизнь
Была замужем за Валерием Кириловым с 1984 (официально с 1990) года, барабанщиком группы «Зоопарк».

## Роли в спектаклях
- «Бал воров» — леди Хэв[7]
- «Шерлок Холмс и Королева Богемии» — Миссис Хадсон
- «Идеальный муж» — миссис Чивлей
- «Цирк уехал, клоуны остались» — Софья Львовна
- «Шерше ля фам» — мать Мопассана
- «Страсть, па-де-де и т.д» — Ольга Яковлевна
- «Казанова в России» — сеньора Виченца Раколини
- «Коломба» — мадам Александра
- «Пленные духи»

## Роли в кино
- 1987 — «Детская площадка» — эпизод
- 1989 — «Музыкальные игры» — камео
- 1998 — «Улицы разбитых фонарей-1» (в серии «Моль бледная») — Усаниха
- 2000 — «Казанова в России» (фильм-спектакль) — сеньора Раколини[8]